# Monadnock Speedway
Monadnock Speedway est un circuit de course automobile ovale de 1/4 de mille (402 m) situé à Winchester, New Hampshire aux États-Unis. En opération depuis 1971, son nom est inspiré du mont Monadnock situé à environ 35 km plus à l'est.
Monadnock Speedway a présenté la course inaugurale de la Modified Racing Series le 17 avril 2004, remportée par Kirk Alexander. La course inaugurale de la Granite State Pro Stock Series y a aussi été présentée le 26 mai 2012, remportée par Mike O'Sullivan. Monadnock Speedway est en quelque sorte la piste d'attache (home track) de ces deux séries.

## VainqueursACT Tour
- 1er juin 2002 Mike Bruno
- 6 septembre 2003 Todd Stone